# محمدنعیم امینی فرد
بخش دامن
محمدنعیم امینی‌فرد در سال ۱۳۴۶ در بخش "دامن یا دمن" از توابع شهرستان "ایرانشهر" در جنوب استان "سیستان و بلوچستان" به دنیا آمد.وی نمایند شهرستان ایرانشهر در مجلس شورای اسلامی بود.
محمد نعیم امینی  در تاریخ ۱۵ دی‌ماه ۱۳۹۸ در مسیر خاش-زاهدان بر اثر سانحه تصادف وفات نمود.